# Batracomorphus linnavuorii
Batracomorphus linnavuorii är en insektsart som beskrevs av Rao,k. och K. Ramakrishnan 1980. Batracomorphus linnavuorii ingår i släktet Batracomorphus och familjen dvärgstritar. Inga underarter finns listade i Catalogue of Life.